# Surachet Sathaworawanit
Surachet Sathaworawanit (* 12. November 1987) ist ein thailändischer Fußballspieler.

## Karriere
Surachet Sathaworawanit stand bis Mitte 2013 bei Samut Songkhram FC unter Vertrag. Wo er vorher gespielt hat, ist unbekannt. Der Verein aus Samut Songkhram spielte in der ersten Liga des Landes, der Thai Premier League. 2013 absolvierte er für Samut vier Erstligaspiele. Nach der Hinserie 2013 wechselte er zum Ligakonkurrenten BEC Tero Sasana FC nach Bangkok. Für BEC kam er in der Rückserie nicht zum Einsatz.
Seit Anfang 2014 ist er vertrags- und vereinslos.